# Basilea Schlink
Madre Basilea, nascida Klara Schlink (21 de outubro de 1904 em Darmstadt, Alemanha - 21 de março de 2001, também em Darmstadt) foi uma cristã luterana, líder religiosa e escritora alemã. Fundou e liderou, de 1947 a 2001, ano de seu falecimento, a Irmandade Evangélica de Maria.

## Vida
Nascida em Darmstadt, no Império Alemão, foi filha de um professor de mecânica, Wilhelm Schlink, e irmã do teólogo Edmund Schlink.
Estudou em sua cidade natal e, também, em Braunschweig, onde terminou seu ensino médio. Em 1923, foi educada no Fröbelseminar, em Kassel. No ano de 1924, mudou-se para Berlim, capital imperial, onde passou a frequentar a escola para meninas das Missões Internas em Berlim. Em 1929 tornou-se professora na Mission House Malche em Bad Freienwalde (Oder) em alemão, psicologia e história da igreja. Após a matrícula em 1930, estudou psicologia, história da arte e filosofia em Berlim e Hamburgo. Este estudo foi completado por uma tese de psicologia religiosa para seu doutorado em psicologia sobre “A consciência do pecado em meninas adolescentes e seu significado para sua batalha de fé”.
Schlink foi presidente da Divisão Feminina do Movimento Estudantil Cristão Alemão de 1933 a 1935, e duas vezes entrevistada pela Gestapo por sua defesa dos judeus.
Alguns anos mais tarde, Schlink passou a viver numa Alemanha gravemente bombardeada e com poucos recursos, mas era importante para ela arrepender-se do tratamento cruel dado pela Alemanha a outras nações durante a guerra, especialmente aos judeus. Ela sentiu a tentação de se casar como outras jovens fizeram. Em vez disso, ela deu prioridade à sua missão e assim se tornou "Irmã de Maria".

## A Irmandade
Juntamente com Erika Madauss, em 30 de março de 1947, fundou a Irmandade Evangélica de Maria, sediada em Darmstadt. No ano seguinte, em 1947, as duas fundadoras e as sete primeiras irmãs tornaram-se freiras. Dali em diante, a Dra. Klara Schlink autodenominou-se Mutter Basilea (Madre Basilea), enquanto a Dra. Erika Madauss, Mutter Martyria (Madre Martyria). Atualmente, a Irmandade Evangélica de Maria tem 11 subdivisões em todo o mundo, com um total de 209 irmãs, e cerca de 130 delas estão situadas em Darmstadt.

## Morte
Morreu em 21 de março de 2001, aos 96 anos.

## Livros
- Noiva de Jesus Cristo
- Meu tudo por ele
- Fragrância de uma vida para Deus
- Israel, meu povo escolhido
- Patmos - Quando os céus se abriram [4]
- Arrependimento – A Vida Cheia de Alegria
- Você nunca será o mesmo [5]
- Pai de conforto (Reflexões diárias sobre o Deus que cuida)
- The Hidden Treasure in Suffering (primeira edição alemã de 1983, edição britânica de 1992 pela Kanaan Publications)
- A Véspera da Perseguição
- Aqueles que o amam (1969 Zondervan Publishing House, Grand Rapids MI) (LCCN 69-11639)